# 21776 Kryszczyńska
21776 Kryszczyńska è un asteroide della fascia principale. Scoperto nel 1999, presenta un'orbita caratterizzata da un semiasse maggiore pari a 2,6215718 UA e da un'eccentricità di 0,1304039, inclinata di 5,48285° rispetto all'eclittica.